# Hoofdkantoor Amsterdamsche Bank
Het Hoofdkantoor van de Amsterdamsche Bank is een gebouw op het Rembrandtplein in Amsterdam, dat gebouwd is als hoofdkantoor van de voormalige Amsterdamsche Bank. De Amsterdamse Bank is later opgegaan in de Amro Bank, die op haar beurt weer opging in de ABN Amro. Nadat deze net voor haar déconfiture naar een nieuw hoofdkantoor op de Zuidas was verhuisd, fungeerde het gebouw een tijdlang als hoofdkantoor van de firma TomTom. Na een grondige verbouwing staat het gebouw inmiddels bekend als The Bank en zijn er hippe ketenrestaurants en bedrijven in te vinden.
Het gebouw is ontworpen door het architectenbureau van B.J. Ouëndag, dat voor het ontwerp ook H.P. Berlage raadpleegde. Van zijn ideeën is niet veel overgebleven. In het oorspronkelijke interieur was veel beeldhouwwerk van de kunstenaar Lambertus Zijl aanwezig. Het gebouw is in de jaren 70 van de twintigste eeuw uitgebreid verbouwd door de architecten Zwiers en Fontein, die de lichtkoepel verwijderden. Het gebouw is recentelijk opnieuw verbouwd door de architect Kees Rijnboutt, die veel van de oorspronkelijke elementen terugbracht.

Dat er in de naastgelegen Amstelstraat een stukje strengelspoor voor de tram ligt, is een gevolg van de voormalige functie van het gebouw; dit maakte het makkelijker om de vrachtwagens met waardetransporten hier te kunnen lossen.

## Galerij

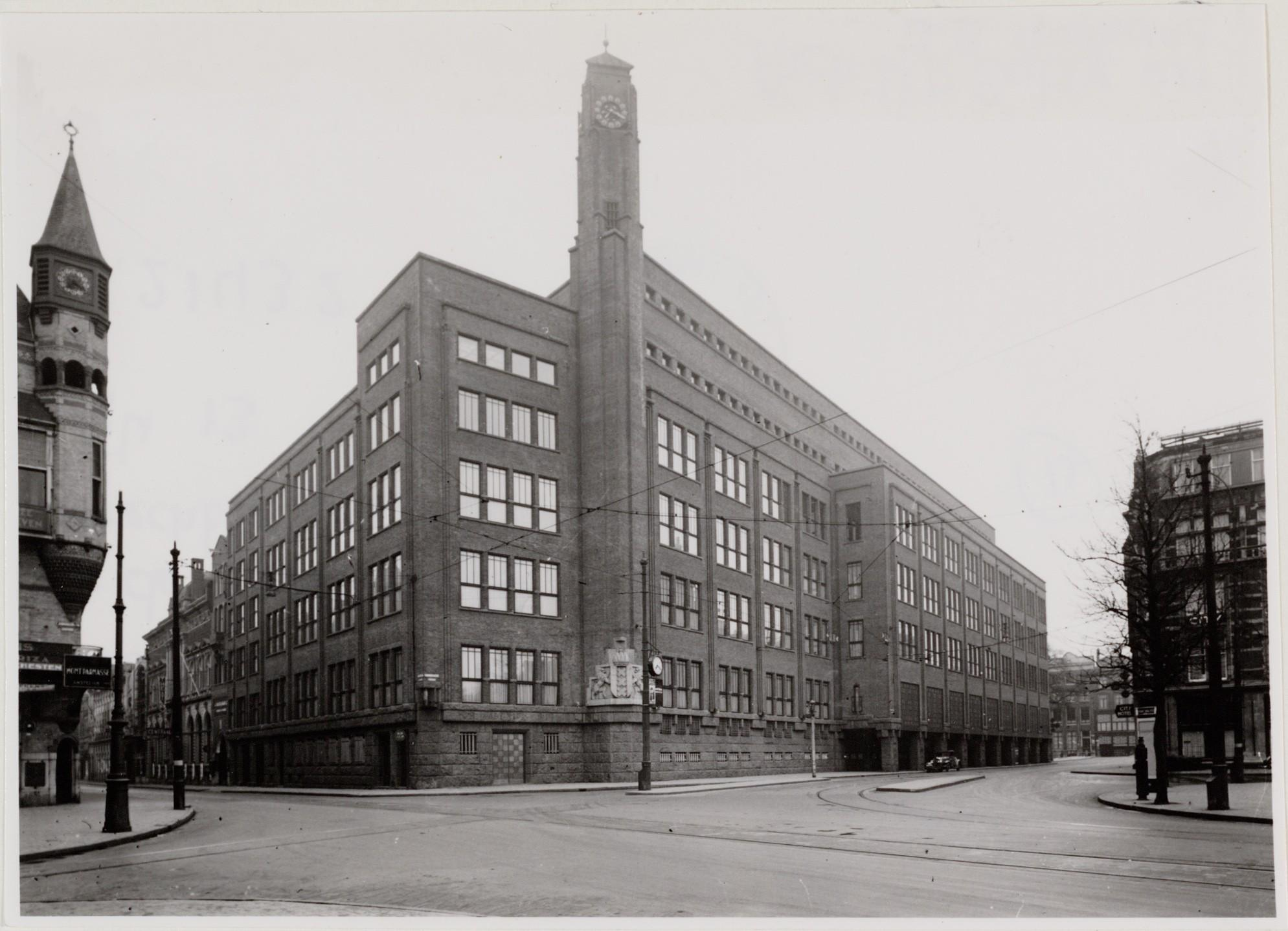
Het Hoofdkantoor Amsterdamsche Bank, kort na de oplevering; 1934.
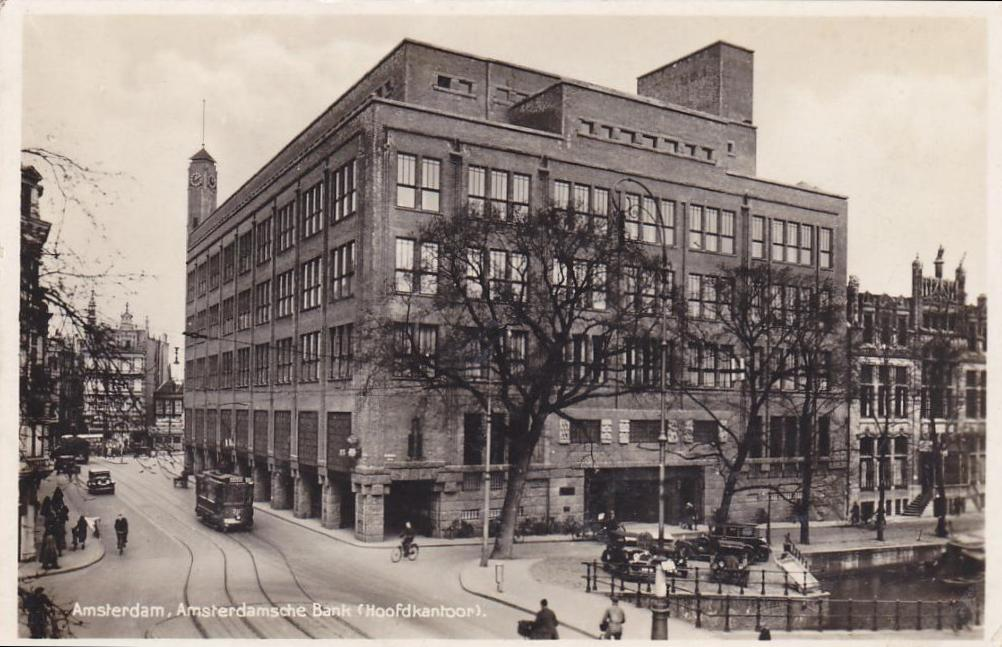
Vanaf de Utrechtsestraat